# Эффект Т-слоя
Эффект Т-слоя — явление возникновения в плазме, помещённой в магнитное поле, устойчивой зоны с температурой выше, чем у всей остальной плазмы. Было открыто коллективом советских учёных под руководством А. Н. Тихонова и А. А. Самарского в 1965 году. Явление Т-слоя играет важную роль в теоретической и прикладной (создание МГД-генераторов, проблема управляемого термоядерного синтеза) физике плазмы. Использование Т-слоя подобно поршню, перемещаемого магнитным полем, позволяет управлять поведением низкотемпературной плазмы и преобразовывать
её энергию в световое излучение.